# Marcus Fraser
Marcus Fraser est un footballeur écossais, né le 23 juin 1994 à Dumbarton en Écosse. Il évolue au poste de latéral droit avec le club de Saint Mirren.

## Biographie
Marcus Fraser est sélectionné dans quasiment toutes les équipes nationales de jeunes, des moins de 16 ans jusqu'aux espoirs.
Il joue un match en Ligue Europa avec le Celtic Glasgow.
Le 24 janvier 2015, il rejoint le club de Ross County.
Le 28 juillet 2020, il rejoint Saint Mirren.

## Palmarès
- Ross County
  - Vainqueur de la Scottish League Cup en 2016
  - Vainqueur de la D2 écossais en 2019

### Distinctions personnelles
- Membre de l'équipe-type de Scottish Championship en 2019